# Охотская верфь
Охотская верфь — первая русская верфь на побережье Тихого океана для строительства судов Сибирской военной флотилии XVIII—XIX веков.

## История

### Предыстория
Весной 1639 года из Бутальского острога на восток к Охотскому морю отправился отряд томского казачьего десятника Ивана Москвитина. Он достиг устья реки Улья и соорудил на берегу Охотского моря первую русскую стоянку. Здесь первые казаки зазимовали, построили «плотбище» (верфь), на которой были выстроены два 17-метровых мореходные судна — коча. На этих судах в 1640 году казаки обследовали побережье до района нынешнего Магадана и до Шантарских островов, а в 1641 году вернулись в Якутск.

### Верфь в петровский период
В 1713 году царь Пётр I подписал указ об изыскании морского пути на Камчатку. Вскоре из Петербурга в Охотск направили выходцев из Архангельска, опытных мореходов Кондратия Мошкова, Никифора Треску, Ивана Бутина, кормщика Якова Невейцина, а также плотников-судостроителей Кирилла Плоских (Плотницкого), Ивана Каргопол (Каргопольцева) и Варфоломея Фёдорова. Начальником новой экспедиции был поставлен якутский казак Козьма Соколов. В наказной памятке К. Соколову предписывалось «у Ламского моря… построить теми присланными плотники морские суда… с теми мореходцы и с плотники и с служилыми людми итти через Ламское море на Камчатский Нос без всякого одержания».
Мореходы прибыли в Якутск 23 мая 1714 года и 3 июля отправились в Охотский острог. В 75 вёрстах вверх по течению реки Кухтуй, около Охотска, отряд заложил плотбище (верфь), получившее название Соколовского. К маю 1716 года там было построено первое морское судно ладья «Восток» (известная также под именами «Охота» и «Великое Ламское море»), которая стала первым и до 1727 года единственным русским военным кораблём на Тихом океане. С июля 1716 года по май 1717 эта ладья в составе казачьей экспедиции совершила плавание до Большерецкого острога, тогдашней столицы Камчатки, и обратно. На этой же ладье «Восток», в 1720—1721 годах офицеры русского флота, геодезисты Иван Евреинов и Фёдор Лужин совершили экспедицию для изучения камчатского побережья и Курил.
Согласно указам Петра I от 1716 и 1719 годов были назначены новые экспедиции, которым поручалось «…исследовать Камчатку, …строить остроги и завести торги с окрестными жителями; снарядить экспедиции к берегам морей Северного и Восточного и по рекам… для прозедывания неизвестных земель, лежащих противу устьев этих рек, и открытия сопредельных островов». Для решения задач экспедиций строились новые суда в Охотске. В 1723 году судостроитель И. Каргопол построил в Охотске лодью.
В 1726 году в Охотске появился отряд Первой Камчатской экспедиции В. И. Беринга. Руководил отрядом гардемарин Пётр Авраамович Чаплин. На верфи был заложен шитик «Фортуна», который 8 июля 1727 года был спущен на воду. В августе «Фортуна», а также лодья, построенная И. Каргополом в 1723 году, и отремонтированная Чаплиным, ушли на Камчатку, в Большерецк.
В течение 1729 года, в Охотске были построены ещё два бота — «Восточный Гавриил» (разбился 2 октября 1730 года в районе Большерецка) и «Лев» (сожжён во время зимовки в 1729 году) для экспедиции против народов северо-восточной Сибири под начальством казачьего головы Афанасия Шестакова.

### Верфь в XVIII веке
10 мая 1731 года Указом правительства Охотск был объявлен портовым городом. В этот день Сенат Российской империи «Для защиты земель, морских торговых путей и промыслов» учредил Охотскую военную флотилию и Охотский военный порт.
Этим же указом были приняты меры к заселению Охотского порта, к расширению города и увеличению строительства судов. Первым командиром Охотского порта и Охотской военной флотилии был назначен Григорий Скорняков-Писарев. В инструкции, которая была ему дана, приказано сразу по прибытии на место «судна четыре или шесть сделать, для обыкновенного переезда на Камчатку и в другия места служилым людям и купцам», тем самым ставилась задача развития не только военного, но и торгового флота. К февралю 1733 года в Охотске было построено 14 речных судов для сплава грузов по рекам.
В 1732 году Анна Иоанновна подписала указы о формировании Великой Северной экспедиции под руководством Витус Беринга «для проведывания новых земель, лежащих между Америкою и Камчаткою». В Охотский порт стали прибывать мореходы, кораблестроители, мастеровые, казаки и переселенцы. В 1734 году в Охотск прибыл первый отряд Второй Камчатской экспедиции под командой М. П. Шпанберга. В составе отряда были мастер шлюпочного и ботового дела Андрей Кузьмин и плотничий комендор Иван Захаров, позже прибыли корабельный мастер ластовых судов Макар Ругачёв с помощником Глазовым и четырьмя плотниками второго класса.

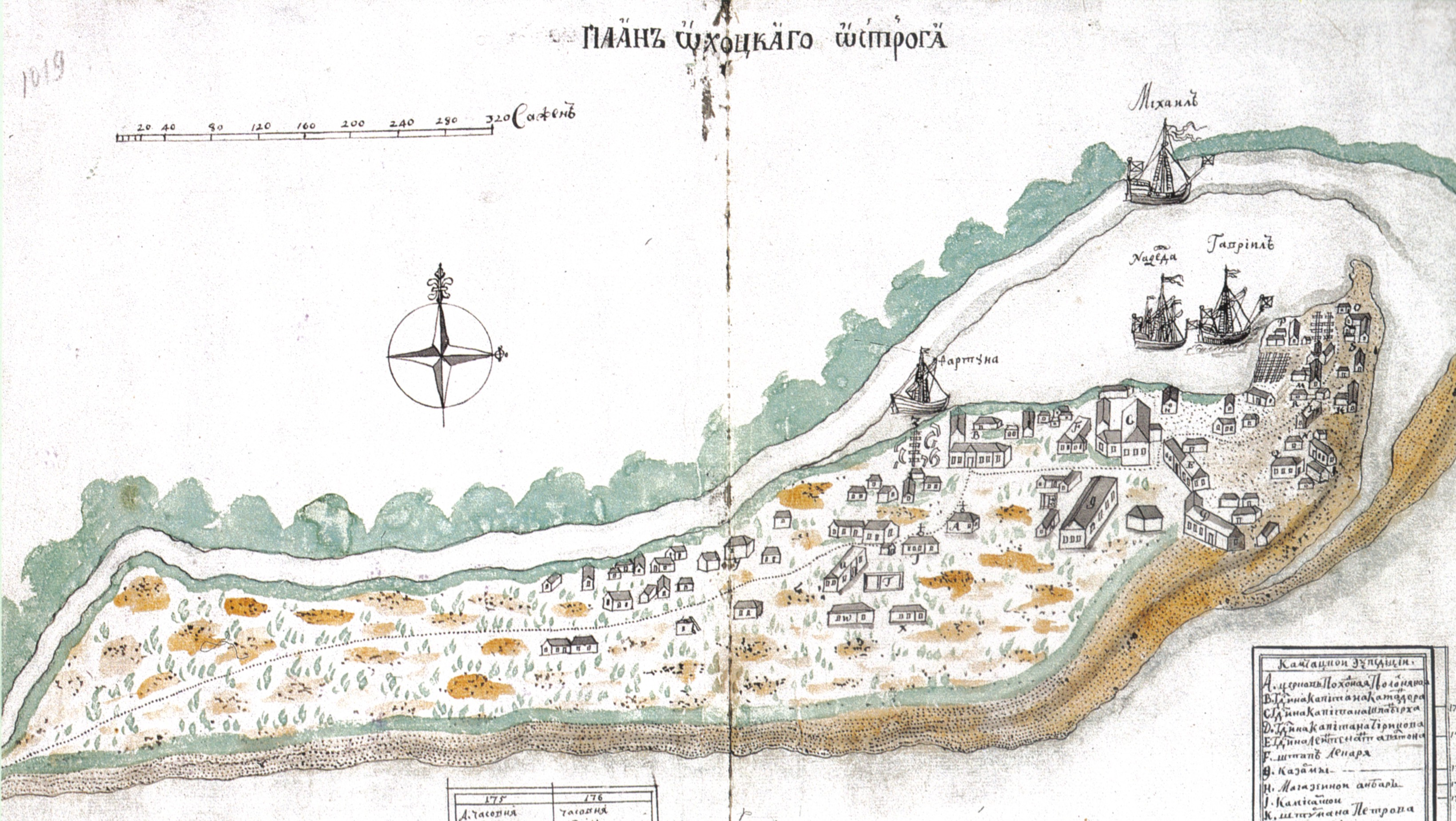
План Охотского Острога, 1737 год

4 июля 1735 года М. Ругачёв вместе с А. И. Кузьминым заложили на Охотской верфи бригантину «Архангел Михаил» (спущена на воду 7 июля 1737 года) и 21 октября дубель-шлюпку «Надежда» (спущена на воду летом 1737 года). Построенные суда, вместе с отремонтированными ботом «Святой Гавриил» (построен в 1728 году в Нижнекамчатске) и шитиком «Фортуна», в составе отряда Мартына Шпанберга принимали участие в Великой Северной экспедиции.

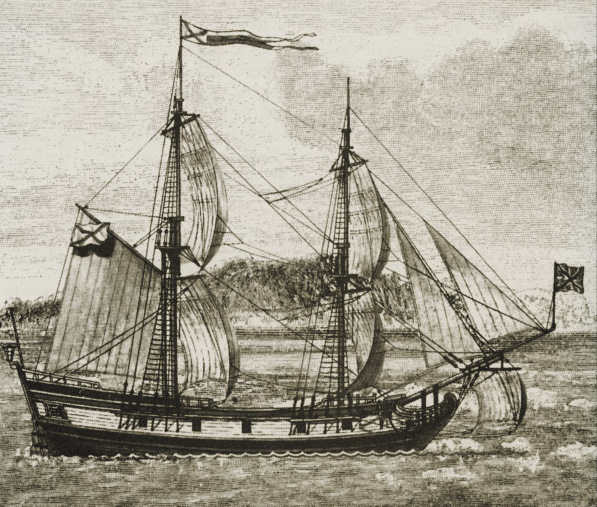
Пакетбот «Святой Пётр» на рисунке XIX века

12 ноября 1737 года Макар Ругачёв и Андрей Кузьмин в Охотске заложили два 14-пушечных пакетбота «Святой Пётр» и «Святой Павел» (спущен на воду 2 июля 1740), предназначенные для плавания к берегам Америки. В 1739 году Ругачёв параллельно со строительством пакетботов, построил галиот «Охотск», который до 1748 года использовался для грузовых перевозок портами Охотского моря. 29 июня 1740 года был спущен на воду пакетбот «Святой Пётр», 2 июля — «Святой Павел». 6 августа 1740 года постройка судов для Второй камчатской экспедиции была окончательно завершена, и через месяц они вышли из Охотска на Камчатку. «Святым Петром» командовал капитан-командор Витус Беринг. Пакетбот 28 ноября (9 декабря) 1741 года разбился у острова Беринга. В 1742 году из обломков пакетбота был построен одноимённый гукор, на котором выжившим членам экипажа удалось добраться до Авачинской губы. «Св. Павлом» командовал Алексей Чириков. В 1744 году пакетбот пришёл в ветхость и был сдан Охотскому порту.
В 1741 году А. И. Кузьмин заложил в Охотске пакетбот «Святой Иоанн Креститель», который после постройки, также принимал участие в экспедиции М. П. Шпанберга. В 1753 году пакетбот использовался в качестве грузового судна. Разбился 12 (23) октября 1753 года в устье реки Озёрная.
В 1742 году М. Ругачев заложил своё последнее судно на Охотской верфи — шхербот «Елизавета». В 1744 году в Охотске строился бот (заложен Вальтоном) под присмотром А. И. Кузьмина. В том же году, после получения указа от 6 сентября 1743 года о прекращении деятельности Великой Северной экспедиции, судостроители Ругачёв и Кузьмин уехали из Охотска.
4 июля 1742 года указом Иркутской провинциальной канцелярии третьим командиром Охотского порта был назначен премьер-майор Афанасий Зыбин. Прибыл в Охотск только в июле 1743 года, он принял дела от временного начальника порта М. Ругачева, оставленного предыдущим начальником порта Антоном Девиером. Зыбин оставался охотским командиром 17 лет. За это время на Охотской верфи было построено семь судов: бот «Акланск» (спущен на воду в 1747 году), а также суда, построенные Иваном Захаровым: боты «Иоанн» (1753), «Николай» (1756); галиоты «Святой Захарий» (1755), «Святой Павел» (1758), «Святая Екатерина» (1761) и бригантина «Святая Елизавета» (1760).
В начале 1760-х годов для строительства судов экспедиции Петра Креницына Адмиралтейств-коллегия отправила в Охотск корабельного мастера Александра Ивановича Мошницкого с помощниками Иваном Захаровичем Бубновым и Иваном Леонтьевичем Михайловым. В декабре 1762 года А. И. Мошницкий заложил на Охотской верфи два судна: бригантину «Святая Екатерина» (спущена на воду 10 августа 1766) и гукор «Святой Павел», спущенные на воду в 1766 году. В 1763 года помощником Мошницкого И. З. Бубновым был построен бот «Гавриил», в 1768 году он же построил галиоты «Святой Павел» и «Святой Пётр». В 1769 году — на Охотской верфи был построен галиот «Святой Константин».
12 июля 1775 года была спущена со стапелей бригантина «Святой Павел», 4 августа — бригантина «Святая Наталия» (строитель Козьмин), в 1776 году был построен галиот «Святой Георгий» (строитель Козьмин). В 1780 году был построен шлюп Святая Екатерина (строитель Бубнов).
27 марта 1786 года в Охотск прибыл Гавриил Сарычев, который организовал строительство двух шхун — «Слава России» (спущена на воду 10 июня 1789) и «Доброе намерение» (спущена на воду 8 июля 1789) для своей, совместно с Иосифом Биллингсом, экспедиции. На Охотской верфи строитель Козьмин построил галиот «Возобновлённый Охотск» (1787), в бригантину «Святая Екатерина» (1789), в 1791 году — галиот «Святая Надежда», в 1796 году — бригантину «Константин и Елена», в 1799 году — галиот «Святой Николай»

### Верфь в XIX веке
В 1801 году главным командиром Охотского порта был назначен вице-адмирал Иван Фомин. Для укрепления флота приступили к постройке 9 судов (4 бригантины по 60 футов длиной и 5 галиотов — по 50 футов). 26 июня 1804 года была спущена на воду бригантина «Святой Феодосий Тотемский» — первое судно в Охотске, вооружённое как бриг. 31 мая 1805 года был построен почтовый катер «Кадьяк», 16 июня — спущен на воду галиот «Охотск». Все суда строил корабельный мастер 12 класса Б. И. Вашуткин и подмастерье Н. Попов.
В августе 1805 года начальником Охотского порта стал капитан 2 ранга Иван Бухарин. За пять лет было построено и спущено на воду шесть судов: катер «Святой Зотик» (1806, строитель Н. Попов), бригантины «Святой Иоанн» (1807), «Святой Павел» (1808) и «Дионисий» (1810), транспортное судно «Борис и Глеб» и бот «Василий» (1809).
В 1819 году спущен на воду бот «Александр», в 1820 году был построен бриг «Михаил», в том же году подпоручик корабельных инженеров И. С. Черногубов по собственному чертежу заложил на Охотской верфи 2-пушечные бриги «Елизавета» (спущен на воду 2 июля 1821) и «Екатерина» (спущен на воду 2 июля 1821). 1 марта 1824 года Черногубов заложил и 25 июня 1825 года спустил на воду бриг «Александр». По чертежам из Адмиралтейств-коллегий построил ещё два подобных брига: в 1827 году «Николай», в 1829 году — бриг «Камчатка». В 1828 году был построен бот «Александр». В 1829 году была спущена на воду шхуна «Акция», а в начале 1830-х годов — трехмачтовый корабль «Ситха» и бриг «Полифем». В 1834 году был построен бот «Алеут».
Последним крупным судном, построенном на Охотской верфи стал бриг «Курил», заложенный корабельным мастером Штейнгертером 26 ноября 1839 года и спущенный на воду 28 июля 1842 года.
Именным царским указом от 2 декабря 1849 года Охотский порт перестал существовать. Строительство кораблей на Охотской верфи закончилось.